# のんの結婚
『のんの結婚』（のんのけっこん）は、よみうりテレビ制作で1993年9月27日-12月24日に放送された朝の連続ドラマである。

## 概要
森田芳光がメガホンをとった「おいしい結婚」をモチーフにしたラブコメディーで、結婚適齢期とされる女性・のんの結婚観を描いた作品である。この作品をもって読売テレビは帯ドラマの制作から撤退したため、朝の連続ドラマの最終作となった。

## 出演
- 田村英里子
- 坂口良子
- 石橋保
- 豊嶋稔
- 阿藤海（阿藤快）
- 深水三章
- 綿引勝彦
- 赤木春恵
- 林隆三
- 他

## スタッフ
- 原作：森田芳光・サンダンスカンパニー
- 原案：松本葉「おいしい結婚」
- 企画：階堂昌和
- プロデューサー：内藤三郎、角田昇、高橋勝
- 脚本：大久保昌一良、清水喜美子
- 音楽：菊池俊輔

## 音楽

### 主題歌
- 「憂鬱は眠らない」作詞：大黒摩季、作曲・編曲：織田哲郎、唄：織田哲郎&大黒摩季（BMGルームス）

### 挿入歌
- 「明日の行方」作詞：田村英里子、作曲：Joey Carbone, Dennis Belfield、編曲：Joey Carbone、唄：田村英里子（東芝EMI）

| よみうりテレビ 朝の連続ドラマ | よみうりテレビ 朝の連続ドラマ | よみうりテレビ 朝の連続ドラマ |
| 前番組                        | 番組名                        | 次番組                        |
| ----------------------------- | ----------------------------- | ----------------------------- |
| はるかの夢宣言                | のんの結婚                    | （廃止）                      |

| スタブアイコン | サブスタブ | この項目は、まだ閲覧者の調べものの参照としては役立たない、テレビ番組に関連した書きかけの項目です。この項目を加筆・訂正などしてくださる協力者を求めています（P:テレビ/PJ:放送または配信の番組）。 |